# Bursaalax
Bursaalax (ook: Bursalax, Bur Saalax, Bur Salah, Bursalah, Buurar) is een stadje in het district Galdogob, in de regio Mudug, Somalië.
 Bursaalax ligt in het deel van Mudug dat behoort tot de zelfverklaarde semi-autonome staat Puntland. Het stadje ligt op korte afstand van de grens met Ethiopië. De belangrijkste bron van inkomsten is de extensieve veehouderij door nomaden in de vlaktes rondom het dorp.
Er is een lagere school in Bursaalax, genaamd Saalax Jamac naar een inwoner die hier vroeger een waterput exploiteerde. Er is ook voortgezet onderwijs, de Burar-school. Bursaalax valt binnen het mobiele telefonienetwerk van Golis Telecom Somalia; er staat een grote zendmast.
Klimaat: Bursaalax heeft een steppeklimaat. De gemiddelde jaartemperatuur is 26,8 °C. Mei is de warmste maand, gemiddeld 28,3 °C; januari is het koelste, gemiddeld 24,5 °C. De jaarlijkse regenval bedraagt ca. 153 mm. Van december t/m maart en juni t/m september zijn er twee droge seizoenen en valt er vrijwel geen regen. De maanden april/mei en oktober zijn iets natter, maar ook dan valt er weinig neerslag: 32–50 mm per maand.